# Sommer-Paralympics 2020/Reiten
Im Dressurreiten der Reiter mit Behinderung (Para-Dressur) wurden bei den Sommer-Paralympics 2020 in Tokio in elf Entscheidungen Medaillen vergeben.

## Wettkampfklassen
Beim Behindertenreitsport werden vier Wettkampfklassen (Grade) unterschieden:
- Grade I: Schwerstbehinderte Reiter, hauptsächlich Rollstuhlbenutzer. Hier sind Schritt- und Schritt-Trab-Aufgaben vorgesehen.
- Grade II: Hier werden Schritt-Trab-Aufgaben verlangt.
- Grade III, für Reiter mit starken Bewegungsbehinderungen (Beinfunktionen und/oder der Rumpfbalance), aber teilweise guten Armfunktionen. Schritt- und Trabaufgaben, in der Kür wahlweise einzelne Galopplektionen.
- Grade IV, für Reiter mit Behinderungen an zwei Gliedmaßen, blinde Reiter sowie einseitig hoch beinamputierte Reiter. Alle Gangarten des Pferdes werden verlangt, vergleichbar Aufgaben der Klassen A bis L im Regelsport.
- Grade V, für Reiter mit Sehbehinderungen oder Beschränkungen in ein bis zwei Gliedmaßen. Die Aufgaben entsprechen denen der Klassen L bis M im Regelsport.[2]

## Ergebnisse

### Mannschaftswertung
Die Teams setzten sich aus jeweils bis zu vier Reitern pro Nation zusammen, wobei die drei besten Ergebnisse in die Wertung eingingen. Zur Teamwertung zählten die Mannschaftsprüfung und der Championshiptest aller Wettkampfklassen.
| Platz                                             | Land               | Reiter und Pferde                             | Prozent |
| Platz                                             | Land               | Reiter und Pferde                             | Gesamt  |
| 1                                                 | Großbritannien     | Großbritannien                                | 229,905 |
| ------------------------------------------------- | ------------------ | --------------------------------------------- | ------- |
|                                                   |                    | Lee Pearson (Grade II) Breezer                | 77,636  |
| Natasha Baker (Grade III) Keystone Dawn Chorus    | 76,618             |                                               |         |
| Sophie Wells (Grade V) Don Cara .M                | 75,651             |                                               |         |
| 2                                                 | Niederlande        | Niederlande                                   | 229,249 |
|                                                   |                    | Rixt van der Horst (Grade III) Findsley       | 76,235  |
| Frank Hosmar (Grade V) Alphaville                 | 74,814             |                                               |         |
| Sanne Voets (Grade IV) Demantur                   | 78,200             |                                               |         |
| 3                                                 | Vereinigte Staaten | Vereinigte Staaten                            | 224,352 |
|                                                   |                    | Roxanne Trunnell (Grade I) Dolton             | 80,321  |
| Rebecca Hart (Grade III) El Corona Texel          | 72,206             |                                               |         |
| Kate Shoemaker (Grade IV) Solitaer 40             | 71,825             |                                               |         |
| 4                                                 | Dänemark           | Dänemark                                      | 224,324 |
|                                                   |                    | Katrine Kristensen (Grade II) Welldone Dallas | 72,515  |
| Tobias Thorning Jorgensen (Grade III) Jolene Hill | 79,559             |                                               |         |
| Susanne Jensby Sunesen (Grade IV) Leeds           | 72,250             |                                               |         |
| 5                                                 | Belgien            | Belgien                                       | 223,087 |
|                                                   |                    | Barbara Minneci (Grade II) Stuart             | 72,265  |
| Michele George (Grade V) Best Of 8                | 77,047             |                                               |         |
| Manon Claeys (Grade IV) San Dior 2                | 72,775             |                                               |         |

### Einzelwertungen: Championshiptest
Die Einzelwertung erfolgt getrennt von der Teamwertung. Je Wettkampfklasse werden zwei Medaillensätze vergeben, der erste hiervon in den Championshiptests.

#### Grade I
| Rang | Reiter                | Pferd             | Prozent  |
| ---- | --------------------- | ----------------- | -------- |
| 1    | USA Roxanne Trunnell  | Dolton            | 81,464 % |
| 2    | LAT Rihards Snikus    | King Of The Dance | 80,179 % |
| 3    | ITA Sara Morganti     | Royal Delight     | 76,964 % |
| 4    | NOR Jens Lasse Dokkan | Aladdin           | 75,929 % |
| 5    | SGP Laurentia Tan     | Banestro          | 73,964 % |

#### Grade II
| Rang | Reiter                    | Pferd         | Prozent  |
| ---- | ------------------------- | ------------- | -------- |
| 1    | GBR Lee Pearson           | Breezer       | 76,265 % |
| 2    | AUT Pepo Puch             | Sailor's Blue | 73,441 % |
| 3    | GBR Georgia Wilson        | Sakura        | 72,765 % |
| 4    | GER Heidemarie Dresing    | La Boum 20    | 72,294 % |
| 5    | USA Beatrice de Lavalette | Clarc         | 70,265 % |

#### Grade III
| Rang | Reiter                        | Pferd                | Prozent  |
| ---- | ----------------------------- | -------------------- | -------- |
| 1    | DEN Tobias Thorning Jorgensen | Jolene Hill          | 78,791 % |
| 2    | GBR Natasha Baker             | Keystone Dawn Chorus | 76,265 % |
| 3    | NED Rixt van der Horst        | Findsley             | 75,765 % |
| 4    | NOR Ann Cathrin Lübbe         | La Costa Majlund     | 72,971 % |
| 5    | FRA Chiara Zenati             | Swing Royal          | 71,059 % |

#### Grade IV
| Rang | Reiter                      | Pferd           | Prozent  |
| ---- | --------------------------- | --------------- | -------- |
| 1    | NED Sanne Voets             | Demantur        | 76,585 % |
| 2    | BRA Rodolpho Riskalla       | Don Henrico     | 74,659 % |
| 3    | BEL Manon Claeys            | San Dior 2      | 72,853 % |
| 4    | SWE Louise Etzner Jakobsson | Goldstrike B.J. | 72,634 % |
| 5    | DEN Susanne Jensby Sunesen  | Leeds           | 71,976 % |

#### Grade V
| Rang | Reiter                 | Pferd                | Prozent  |
| ---- | ---------------------- | -------------------- | -------- |
| 1    | BEL Michele George     | Best Of 8            | 76,524 % |
| 2    | GBR Sophie Wells       | Don Cara M           | 74,405 % |
| 3    | NED Frank Hosmar       | Alphaville           | 73,405 % |
| 4    | GER Regine Mispelkamp  | Highlander Delight's | 73,191 % |
| 5    | RPC Natalja Martjanowa | Quinta               | 71,405 % |

### Einzelwertungen: Kür
In den Küren werden die zweiten Medaillensätze pro Wettkampfklasse vergeben. In diesen Prüfungen stellen die Reiter die vorgeschriebenen Lektionen ihrer Wettkampfklasse individuell zu einer Prüfung zusammen. Auch schwierigere Lektionen, die in den Regelaufgaben der Wettkampfklassen nicht vorgesehen sind, können eingebaut werden. Pro Kür und Wettkampfklasse sind hier nur zwei Reiter je Nation zugelassen.

#### Grade I
| Rang | Reiter                | Pferd             | Prozent  |
| ---- | --------------------- | ----------------- | -------- |
| 1    | USA Roxanne Trunnell  | Dolton            | 86,927 % |
| 2    | LAT Rihards Snikus    | King Of The Dance | 82,087 % |
| 3    | ITA Sara Morganti     | Royal Delight     | 81,100 % |
| 4    | NOR Jens Lasse Dokkan | Aladdin           | 76,654 % |
| 5    | SGP Laurentia Tan     | Banestro          | 75,060 % |

#### Grade II
| Rang | Reiter                 | Pferd           | Prozent  |
| ---- | ---------------------- | --------------- | -------- |
| 1    | GBR Lee Pearson        | Breezer         | 82,447 % |
| 2    | AUT Pepo Puch          | Sailor's Blue   | 81,007 % |
| 3    | GBR Georgia Wilson     | Sakura          | 76,754 % |
| 4    | GER Heidemarie Dresing | La Boum 20      | 74,867 % |
| 5    | DEN Katrine Kristensen | Welldone Dallas | 73,387 % |

#### Grade III
| Rang | Reiter                        | Pferd                | Prozent  |
| ---- | ----------------------------- | -------------------- | -------- |
| 1    | DEN Tobias Thorning Jorgensen | Jolene Hill          | 84,347 % |
| 2    | GBR Natasha Baker             | Keystone Dawn Chorus | 77,614 % |
| 3    | NOR Ann Cathrin Lübbe         | La Costa Majlund     | 76,447 % |
| 4    | BEL Barbara Minneci           | Stuart               | 73,840 % |
| 5    | AUS Emma Booth                | Zidane               | 73,807 % |

#### Grade IV
| Rang | Reiter                      | Pferd           | Prozent  |
| ---- | --------------------------- | --------------- | -------- |
| 1    | NED Sanne Voets             | Demantur        | 82,085 % |
| 2    | SWE Louise Etzner Jakobsson | Goldstrike B.J. | 75,935 % |
| 3    | BEL Manon Claeys            | San Dior 2      | 75,680 % |
| 4    | USA Kate Shoemaker          | Solitaer 40     | 74,910 % |
| 5    | BRA Rodolpho Riskalla       | Don Henrico     | 73,895 % |

#### Grade V
| Rang | Reiter                 | Pferd                | Prozent  |
| ---- | ---------------------- | -------------------- | -------- |
| 1    | BEL Michele George     | Best Of 8            | 80,590 % |
| 2    | NED Frank Hosmar       | Alphaville           | 80,240 % |
| 3    | GER Regine Mispelkamp  | Highlander Delight's | 76,820 % |
| 4    | GBR Sophie Wells       | Don Cara M           | 73,560 % |
| 5    | RPC Natalja Martjanowa | Quinta               | 72,840 % |